# Анютине (Конотопський район)
А́нютине — село в Україні, у Бочечківській сільській громаді Конотопського району Сумської області. Населення становить 157 осіб. До 2020 орган місцевого самоврядування — Духанівська сільська рада.

## Географія
Розташоване на лівому березі річки Єзуч, вище за течією на відстані 2.5 км розташоване село Гвинтове, нижче за течією на відстані 4.5 км розташоване село Кросна (ліквідоване у 1995 р.).
За 4 км пролягає залізниця, станція Путійська.

## Історія
- Село постраждало внаслідок геноциду українського народу, проведеного окупаційним урядом СРСР 1923–1933 та 1946–1947 роках[джерело?].

## Населення

### Мова
Розподіл населення за рідною мовою за даними перепису 2001 року:
| Мова       | Кількість | Відсоток |
| ---------- | --------- | -------- |
| українська | 154       | 98.09%   |
| російська  | 3         | 1.91%    |
| Усього     | 157       | 100%     |